# Eparchia Świętego Tomasza Apostoła w Chicago
Eparchia Świętego Tomasza Apostoła w Chicago (ang. Eparchy of Saint Thomas the Apostle of Chicago, łac. Eparchia Sancti Thomae Apostoli Chicagiensis Syrorum-Malabarensium) – eparchia Syromalabarskiego Kościoła katolickiego, obejmująca wszystkich wiernych tego obrządku w USA, dla których eparcha jest biskupem diecezjalnym. Eparchia została ustanowiona 13 marca 2001. 